# 2011 日本女子サッカーリーグ
- 日本女子サッカーリーグ  > 2011 日本女子サッカーリーグ
- 2011年のスポーツ  >  2011年のサッカー  > 2011 日本女子サッカーリーグ

2011 日本女子サッカーリーグは、2011年4月から11月までにかけて行われた第23回目の日本女子サッカーリーグである。このシーズンもプレナス株式会社が協賛し、「プレナスなでしこリーグ2011」（1部）「プレナスチャレンジリーグEAST/WEST2011」（2部）として開催された。

## 大会概要
- 開催期間：2011年4月10日‐11月20日
- なでしこリーグ（1部）

2011年4月29日-11月20日
10チーム2回総当り。
- チャレンジリーグEAST（2部/東地区）・チャレンジリーグWEST（2部/西地区）

2011年4月10日-9月25日
それぞれの地区6チームによる3回戦総当たり。
- なでしこリーグ/チャレンジリーグ入れ替え戦出場チーム決定戦

後述の東日本大震災の影響により、実施されなかった。
チャレンジリーグ各地区の上位2チームのうち、「なでしこリーグ準加盟」の最上位チーム同士2チーム（各地区1チームずつ）による2試合制
- なでしこリーグ/チャレンジリーグ入れ替え戦

後述の東日本大震災の影響により、実施されなかった。
前述の「入れ替え戦出場チーム決定戦」を勝ち抜いたチームと、なでしこリーグ10位のチームによる2試合制の入れ替え戦
- チャレンジリーグ入れ替え戦出場チーム決定戦

2011年11月3日-11月6日
チャレンジリーグ参入を希望するチームのうち、チャレンジリーグ加盟に相当すると認められた4チームによる1回総当り
- チャレンジリーグ入れ替え戦

2011年11月13日、11月19日
チャレンジリーグ東西最下位チーム（なでしこリーグ準加盟のチームも含む）と、前述「入れ替え戦出場チーム決定戦」を勝ち抜いた上位2チームによる2試合制の入れ替え戦
- 試合時間

90分（45分ハーフ）。90分以内で勝敗が決しない場合は引き分けとする。
- 順位

勝ち点（勝利3点、引分1点、敗戦0点）の多いチームを上位とし、勝ち点の合計が同じ場合は以下の順序で順位を決める。
1. 全試合の得失点差
2. 全試合の総得点数
3. 直接対決の成績（1.勝ち点2.得失点差）
4. 順位決定戦（必要な場合のみ）

## 参加チーム

### なでしこリーグ（1部）
| チーム名                               | 監督       | ホームタウン                 | 前年成績               |
| -------------------------------------- | ---------- | ---------------------------- | ---------------------- |
| 東京電力女子サッカー部マリーゼ         | 菅野将晃   | 福島県双葉郡楢葉町・広野町   | なでしこ 3位、活動休止 |
| 浦和レッドダイヤモンズ・レディース     | 村松浩     | 埼玉県さいたま市             | なでしこ 2位           |
| ASエルフェン狭山FC                     | 大石裕弘   | 埼玉県狭山市                 | なでしこ 9位           |
| ジェフユナイテッド市原・千葉レディース | 上村崇士   | 千葉県市原市・千葉市         | なでしこ 7位           |
| 日テレ・ベレーザ                       | 野田朱美 ※ | 東京都稲城市                 | なでしこ 1位           |
| アルビレックス新潟レディース           | 奥山達之   | 新潟県新潟市・北蒲原郡聖籠町 | なでしこ 6位           |
| 伊賀フットボールクラブくノ一           | 大嶽直人   | 三重県伊賀市                 | なでしこ 10位          |
| INAC神戸レオネッサ                     | 星川敬     | 兵庫県神戸市                 | なでしこ 4位           |
| 岡山湯郷Belle                          | 種田佳織 ※ | 岡山県美作市                 | なでしこ 5位           |
| 福岡J・アンクラス                      | 河島美絵   | 福岡県春日市                 | なでしこ 8位           |

1. ↑  ※印は新任

本年度は昇格・降格チームがないため、2010年と顔ぶれは同じとなる予定だった。しかし、東京電力女子サッカー部マリーゼが福島第一原発事故の発生以後は活動休止状態となり、本拠地Jヴィレッジも使用不能になっており、チーム運営母体の東京電力が「今期の参加を自粛したい」と申し入れて、今大会を欠場することとなった。結果、9チームでリーグ戦を行うことになり、当初マリーゼと対戦する予定だったチームはその節の試合を休む日程となった。

### チャレンジリーグ（2部）

#### EAST（東地区）
| チーム名                     | 監督       | ホームタウン       | 前年成績           |
| ---------------------------- | ---------- | ------------------ | ------------------ |
| ノルディーア北海道           | 三浦雅之 ※ | 北海道札幌市       | チャレンジEAST 5位 |
| 常盤木学園高等学校           | 阿部由晴   | 宮城県仙台市       | チャレンジEAST 1位 |
| JFAアカデミー福島            | 沖山雅彦   | 福島県双葉郡楢葉町 | チャレンジEAST 2位 |
| スフィーダ世田谷FC           | 川邊健一   | 東京都世田谷区     | [ 注 4 ]           |
| 日本体育大学                 | 矢野晴之介 | 神奈川県横浜市     | チャレンジEAST 3位 |
| AC長野パルセイロ・レディース | 椚陽介     | 長野県長野市       | チャレンジEAST 4位 |

#### WEST（西地区）
| チーム名                 | 監督       | ホームタウン     | 前年成績           |
| ------------------------ | ---------- | ---------------- | ------------------ |
| 静岡産業大学磐田ボニータ | 三浦哲治   | 静岡県磐田市     | チャレンジWEST 3位 |
| バニーズ京都SC           | 山田蔵 ※   | 京都府京都市     | チャレンジWEST 2位 |
| スペランツァF.C.高槻     | 細田真砂智 | 大阪府高槻市     | チャレンジWEST 1位 |
| アギラス神戸             | 増井悠介 ※ | 兵庫県神戸市     | チャレンジWEST 4位 |
| FC高梁吉備国際大学Charme | 太田真司   | 岡山県高梁市     | 中国リーグ 1位     |
| ジュ ブリーレ 鹿児島     | 出口泉     | 鹿児島県鹿児島市 | チャレンジWEST 5位 |

1. 1 2  太字はなでしこリーグ準加盟チーム。斜体字は準加盟申請をしており、現在承認待ちを受けている段階のチーム。
2. 1 2  ※印は新任
3. ↑  2011年3月に準加盟申請承認[1]
4. 1 2  チャレンジリーグ入れ替え戦の結果、チャレンジリーグ参入

#### チャレンジリーグからなでしこリーグへの昇格方法
今年度のチャレンジリーグからなでしこリーグへの昇格は、前年度に続きなでしこリーグ準加盟（太字のチーム）のみに与えられるが、準加盟チームがそれぞれのディビジョンで2位以内に入り、その上での最上位のチームになでしこリーグ・チャレンジリーグ入れ替え戦出場チーム決定戦の出場権を与える。なおそれに該当するチームが1チームだけである場合は、決定戦なしで入れ替え戦出場となる。該当チームなしの場合は入れ替えを行わない。
但し、東日本大震災による東電マリーゼ休部に伴う処置として一部変更があった。下記後述。

## 東日本大震災の影響
東日本大震災の影響により次の変更が行われた。
1. 「なでしこリーグ」の開幕時期変更
当初は4月3日からの開幕を予定していたが、震災の復旧作業や社会的な影響を考慮し、4月24日の第4節まで開催を自粛し、4月29日の第5節から「開幕する」。
マリーゼは参加辞退となり、今季は下部リーグからの補充もせず9チームで行う。
延期となった試合の振り分け（括弧の数字はその日開催の試合数）
第1節　6月24日（1）、7月24日（1）、7月30日（1）、7月31日（1）
第2節　6月12日（2）、7月31日（1）、8月6日（1）
第3節　7月31日（1）、8月13日（2）、8月14日（1）
第4節　6月11日（1）、7月24日（1）、8月7日（2）
※7月24日、7月31日はそれぞれ異なる節の重複開催
2. 「なでしこリーグカップ2011」取り止め
当初6月から開催する予定だった同大会の予選リーグ期間に、なでしこリーグの延期分を振り分けるため、日程調整の都合上なでしこリーグカップの開催を本年度については中止にする。これは2011 FIFA女子ワールドカップやロンドン五輪女子サッカー予選が本年度に行われるのと、選手の多くは平日仕事を持つアマチュアであることから、平日に代替開催することが難しいためとしており、リーグ戦を最優先することを目的としている。
3. 「チャレンジリーグ」については予定通り
チャレンジリーグについては当初の予定通り4月10日の第1節から開催することにしているが、EASTで今回の震災で被災した東北地方を本拠地とする2チーム（常盤木学園高校とJFAアカデミー福島）については、その地域内での主管試合開催が難しいため、代替開催を含め再検討する。
4. 2012年「なでしこリーグ」は10チームに戻す
2011年7月26日の理事会の席で、2012年度は10チームに戻してリーグ戦を行うと発表された[2]。ただし、東京電力マリーゼについては新年度のなでしこリーグ（1部）残留は認めず、9月末までに新しい受け入れ先スポンサーが決まり「存続」となった場合、チャレンジリーグ（2部）に降格の上での参戦となる。またこれに伴いチャレンジリーグからの昇格の扱いも変更され、「入れ替え戦出場チーム決定戦」に勝利したなでしこリーグ準加盟チームが自動的に2012年度なでしこリーグに昇格する権利を得る。

その後、なでしこリーグ理事会（10月13日）で次が承認された。
1. マリーゼの移管先としてベガルタ仙台と交渉する。承認された場合はマリーゼを系譜するチームとみなし、チャレンジリーグへ降格した上で参加することが可能となる
2. チャレンジリーグに参加する「なでしこリーグ準加盟」のうち、入れ替え戦参加の内定チームがスペランツァ高槻の1チームのみであったため入れ替え戦を実施せず同クラブの2012なでしこリーグ自動昇格が承認された
3. また上記と、チャレンジリーグWESTのアギラス神戸が2012年度のチャレンジリーグから撤退する方針を固めた為、チャレンジリーグ入れ替え戦についても変更され、地域リーグ上位による入れ替え戦出場チーム決定戦で優勝したチームを次年度のチャレンジリーグ自動昇格とし、2位チームについてはチャレンジリーグEAST6位のノルディーア北海道と入れ替え戦を行う

## 成績

### なでしこリーグ
| 位 | チーム名                     | 点 | 試 | 勝 | 分 | 負 | 得 | 失 | 差  |
| -- | ---------------------------- | -- | -- | -- | -- | -- | -- | -- | --- |
| 1  | INAC神戸レオネッサ           | 42 | 16 | 13 | 3  | 0  | 49 | 8  | +41 |
| 2  | 日テレ・ベレーザ             | 35 | 16 | 11 | 2  | 3  | 37 | 11 | +26 |
| 3  | 浦和レッズレディース         | 33 | 16 | 10 | 3  | 3  | 28 | 16 | +12 |
| 4  | 岡山湯郷Belle                | 28 | 16 | 8  | 4  | 4  | 33 | 21 | +12 |
| 5  | アルビレックス新潟レディース | 22 | 16 | 6  | 4  | 6  | 33 | 25 | +8  |
| 6  | 伊賀フットボールクラブくノ一 | 16 | 16 | 5  | 1  | 10 | 18 | 26 | -8  |
| 7  | ジェフ千葉レディース         | 16 | 16 | 5  | 1  | 10 | 16 | 29 | -13 |
| 8  | ASエルフェン狭山FC           | 10 | 16 | 3  | 1  | 12 | 21 | 53 | -32 |
| 9  | 福岡J・アンクラス            | 4  | 16 | 1  | 1  | 14 | 13 | 59 | -46 |

### チャレンジリーグ/EAST
| 位 | チーム名                     | 点 | 試 | 勝 | 分 | 負 | 得 | 失 | 差  | 備考                                             |
| -- | ---------------------------- | -- | -- | -- | -- | -- | -- | -- | --- | ------------------------------------------------ |
| 1  | 常盤木学園高等学校サッカー部 | 37 | 15 | 12 | 1  | 2  | 63 | 20 | +43 |                                                  |
| 2  | JFAアカデミー福島            | 30 | 15 | 9  | 3  | 3  | 44 | 23 | +21 |                                                  |
| 3  | スフィーダ世田谷FC           | 27 | 15 | 8  | 3  | 4  | 35 | 22 | -13 |                                                  |
| 4  | 日本体育大学女子サッカー部   | 24 | 15 | 7  | 3  | 5  | 33 | 26 | +7  |                                                  |
| 5  | AC長野パルセイロ・レディース | 8  | 15 | 2  | 2  | 11 | 14 | 51 | -37 |                                                  |
| 6  | ノルディーア北海道           | 2  | 15 | 0  | 2  | 13 | 12 | 59 | -47 | チャレンジリーグ入れ替え戦出場, 地域リーグに降格 |

### チャレンジリーグ/WEST
| 位 | チーム名                 | 点 | 試 | 勝 | 分 | 負 | 得 | 失  | 差   | 備考                    |
| -- | ------------------------ | -- | -- | -- | -- | -- | -- | --- | ---- | ----------------------- |
| 1  | FC高梁吉備国際大学Charme | 38 | 15 | 12 | 2  | 1  | 87 | 12  | +75  |                         |
| 2  | スペランツァF.C.高槻     | 38 | 15 | 12 | 2  | 1  | 74 | 13  | +61  | 2012 なでしこリーグ昇格 |
| 3  | ジュ ブリーレ 鹿児島     | 21 | 15 | 8  | 3  | 4  | 35 | 22  | -13  |                         |
| 4  | 静岡産業大学磐田ボニータ | 18 | 15 | 6  | 3  | 6  | 32 | 24  | +8   |                         |
| 5  | バニーズ京都SC           | 16 | 15 | 5  | 1  | 9  | 24 | 49  | -25  |                         |
| 6  | アギラス神戸             | 0  | 15 | 0  | 0  | 15 | 2  | 131 | -129 | チャレンジリーグ脱退    |

1. ↑  なでしこリーグ入れ替え戦に参加できるなでしこリーグ準加盟で各ディビジョン上位2位まで、なおかつその最上位に入ったのが高槻1チームのみであったため、入れ替え戦なしで高槻の2012なでしこリーグ昇格が内定。

## 表彰
表彰式は2011年11月26日に明治記念館にて行われた。

### 表彰式 受賞者
| 賞                   | 受賞者                                | 所属                             |
| なでしこリーグ       | なでしこリーグ                        | なでしこリーグ                   |
| -------------------- | ------------------------------------- | -------------------------------- |
| 最優秀選手賞（MVP）  | 川澄奈穂美                            | INAC神戸レオネッサ               |
| 得点王               | 大野忍（12得点） 川澄奈穂美（12得点） | INAC神戸レオネッサ               |
| 敢闘賞               | 岩渕真奈                              | 日テレ・ベレーザ                 |
| 新人賞               | 吉良知夏                              | 浦和レッドダイヤモンズレディース |
| ベストイレブン       | 海堀あゆみ（GK）                      | INAC神戸レオネッサ               |
| ベストイレブン       | 近賀ゆかり（DF）                      | INAC神戸レオネッサ               |
| ベストイレブン       | 矢野喬子（DF）                        | 浦和レッドダイヤモンズレディース |
| ベストイレブン       | 岩清水梓（DF）                        | 日テレ・ベレーザ                 |
| ベストイレブン       | 田中明日菜（DF）                      | INAC神戸レオネッサ               |
| ベストイレブン       | 宮間あや（MF）                        | 岡山湯郷Belle                    |
| ベストイレブン       | 阪口夢穂（MF）                        | 日テレ・ベレーザ                 |
| ベストイレブン       | 澤穂希（MF）                          | INAC神戸レオネッサ               |
| ベストイレブン       | 大野忍（FW）                          | INAC神戸レオネッサ               |
| ベストイレブン       | 川澄奈穂美（FW）                      | INAC神戸レオネッサ               |
| ベストイレブン       | 岩渕真奈（FW）                        | 日テレ・ベレーザ                 |
| 優勝監督賞           | 星川敬                                | INAC神戸レオネッサ               |
| フェアプレー賞       | 浦和レッドダイヤモンズレディース      | －                               |
| チャレンジリーグEAST |                                       |                                  |
| 最優秀選手賞（MVP）  | 京川舞                                | 常盤木学園高等学校               |
| フェアプレー賞       | JFAアカデミー福島                     | －                               |
| チャレンジリーグWEST |                                       |                                  |
| 最優秀選手賞（MVP）  | 高橋千帆                              | FC高梁吉備国際大学Charme         |
| フェアプレー賞       | 静岡産業大学磐田ボニータ              | －                               |
| その他表彰           |                                       |                                  |
| 通算200試合出場      | 大野忍                                | INAC神戸レオネッサ               |
| 通算200試合出場      | 宮本ともみ                            | 伊賀フットボールクラブくノ一     |
| 最優秀審判賞         | 井脇真理子                            | －                               |

出典: 「プレナスなでしこリーグ2011/プレナスチャレンジリーグ2011」表彰式受賞者発表

## 得点ランキング
| 順位 | 選手           | 所属                                   | 得点 |
| ---- | -------------- | -------------------------------------- | ---- |
| T1   | 川澄奈穂美     | INAC神戸レオネッサ                     | 12   |
| T1   | 大野忍         | INAC神戸レオネッサ                     | 12   |
| T3   | 岩渕真奈       | 日テレ・ベレーザ                       | 9    |
| T3   | 吉良知夏       | 浦和レッドダイヤモンズレディース       | 9    |
| T3   | 宮間あや       | 岡山湯郷Belle                          | 9    |
| T3   | 上尾野辺めぐみ | アルビレックス新潟レディース           |      |
| T7   | 永里亜紗乃     | 日テレ・ベレーザ                       | 8    |
| T7   | チ・ソヨン     | INAC神戸レオネッサ                     | 8    |
| 9    | 安田有希       | 浦和レッドダイヤモンズレディース       | 7    |
| T10  | 松岡実希       | 岡山湯郷Belle                          | 6    |
| T10  | 阪口夢穂       | アルビレックス新潟レディース           | 6    |
| T10  | 深澤里沙       | ジェフユナイテッド市原・千葉レディース | 6    |
| T10  | 薊理絵         | ASエルフェン狭山FC                     | 6    |

## 入れ替え戦

### なでしこリーグ/チャレンジリーグ
上述の通り、東電マリーゼが今期不参加・降格扱いとなったため、今期は入れ替え戦を実施せず、チャレンジリーグから1チームが自動昇格することとされた。チャレンジリーグのチームのうち昇格資格を得たチームがウェストディビジョン2位のスペランツァF.C.高槻のみ（イーストディビジョンは上位2チームとも準加盟ではなかったため該当チームなし）であったため、高槻が昇格。

### チャレンジリーグ/地域リーグ
今期のチャレンジリーグWEST最下位・アギラス神戸は次期のチャレンジリーグ参入を断念したため、チャレンジリーグからの入れ替え戦参加チームはEAST最下位・ノルディーア北海道のみとなった。またこのため、地域リーグからは1チームが自動昇格・1チームが入れ替え戦に進出となる。
チャレンジリーグ昇格を目指す地域リーグのチームは、「チャレンジリーグ入れ替え戦出場チーム決定戦」を行い、1位のチームが自動昇格、2位のチームが入れ替え戦に進出する。

#### チャレンジリーグ入れ替え戦出場チーム決定戦
6チームによるノックアウト方式で行われる。
|  | 1回戦                           | 1回戦                           |                      |   | 準決勝 | 準決勝 |  |  | 決勝 | 決勝 |
|  |                                 |                                 |                      |   |        |        |  |  |      |      |
|  |                                 |                                 |                      |   |        |        |  |  |      |      |
|  |                                 |                                 |                      |   |        |        |  |  |      |      |
|  |                                 |                                 |                      |   |        |        |  |  |      |      |
|  | 11月5日                         |                                 |                      |   |        |        |  |  |      |      |
|  |                                 |                                 |                      |   |        |        |  |  |      |      |
|  | 愛媛FCレディース                | 3                               |                      |   |        |        |  |  |      |      |
|  | 愛媛FCレディース                | 3                               | 11月3日              |   |        |        |  |  |      |      |
|  |                                 |                                 | つくばFCレディース   | 1 |        |        |  |  |      |      |
|  | 清水第八プレアデス              | 1 (4)                           | つくばFCレディース   | 1 |        |        |  |  |      |      |
|  | 清水第八プレアデス              | 1 (4)                           | 11月6日              |   |        |        |  |  |      |      |
|  | つくばFCレディース (PK)         | 1 (5)                           |                      |   |        |        |  |  |      |      |
|  | つくばFCレディース (PK)         | 1 (5)                           | 愛媛FCレディース     | 1 |        |        |  |  |      |      |
|  |                                 |                                 | 愛媛FCレディース     | 1 |        |        |  |  |      |      |
|  |                                 | JAPANサッカーカレッジレディース | 2                    |   |        |        |  |  |      |      |
|  |                                 | JAPANサッカーカレッジレディース | 2                    |   |        |        |  |  |      |      |
|  | 11月5日                         |                                 |                      |   |        |        |  |  |      |      |
|  |                                 |                                 |                      |   |        |        |  |  |      |      |
|  | JAPANサッカーカレッジレディース | 3                               |                      |   |        |        |  |  |      |      |
|  | JAPANサッカーカレッジレディース | 3                               | 11月3日              |   |        |        |  |  |      |      |
|  |                                 |                                 | 益城ルネサンス熊本FC | 1 |        |        |  |  |      |      |
|  | 益城ルネサンス熊本FC            | 2                               | 益城ルネサンス熊本FC | 1 |        |        |  |  |      |      |
|  | 益城ルネサンス熊本FC            | 2                               |                      |   |        |        |  |  |      |      |
|  | 豊田レディースFC                | 0                               |                      |   |        |        |  |  |      |      |
|  | 豊田レディースFC                | 0                               |                      |   |        |        |  |  |      |      |

##### 1回戦
| #1 | 2011年11月3日 11:00 |

| 清水第八プレアデス                           | 1 - 1 (延長) | つくばFCレディース                           |
| 堀佳織 43分                                  | レポート     | 三輪由衣 51分                                |
|                                              | PK戦         |                                              |
| 金城若菜 濵中沙希 堀佳織 谷口絵美 西ヶ谷紀恵 | 4 - 5        | 亀井祐美 須藤麻奈美 南知穂 鈴木稚菜 菅野博子 |

| 時之栖スポーツセンター（裾野E2グランド） |

| #2 | 2011年11月3日 14:00 |

| 益城ルネサンス熊本FC      | 2 - 0    | 豊田レディースFC |
| 吉田葵 13分 · 塚本舞 62分 | レポート |                  |

| 時之栖スポーツセンター（裾野E2グランド） |

##### 準決勝
| #3 | 2011年11月5日 11:00 |

| 愛媛FCレディース                                | 3 - 1    | つくばFCレディース |
| 春山沙織 17分 · 山城見友希 77分 · 小西菜月 83分 | レポート | 馬場遥か 64分      |

| 時之栖スポーツセンター（裾野E2グランド） |

| #4 | 2011年11月5日 14:00 |

| JAPANサッカーカレッジレディース     | 3 - 1    | 益城ルネサンス熊本FC |
| 田邊友恵 11分, 45分 · 坂口友紀 38分 | レポート | 奥村紗代 90+3分      |

| 時之栖スポーツセンター（裾野E2グランド） |

##### 決勝
| #5 | 2011年11月6日 11:00 |

| 愛媛FCレディース | 1 - 2    | JAPANサッカーカレッジレディース |
| 小川明莉 53分    | レポート | 坂口友紀 8分 · 社納未樹 69分    |

| 時之栖スポーツセンター（裾野E2グランド） |

JAPANサッカーカレッジレディースがチャレンジリーグ昇格。愛媛FCレディースが入れ替え戦進出。

#### チャレンジリーグ入れ替え戦
対戦カード・日時は以下の通り。
| チーム #1        | 合計  | チーム #2          | 第1戦 | 第2戦 |
| ---------------- | ----- | ------------------ | ----- | ----- |
| 愛媛FCレディース | 3 - 2 | ノルディーア北海道 | 2 - 1 | 1 - 1 |

| 2011年11月13日 11:00 |

| 愛媛FCレディース                | 2 - 1    | ノルディーア北海道 |
| 串山早希 71分 · 小野山奈々 84分 | レポート | 神成美紀 13分      |

| 北条スポーツセンター陸上競技場（松山市） |

| 2011年11月19日 11:00 |

| ノルディーア北海道 | 1 - 1    | 愛媛FCレディース |
| 神成美紀 56分      | レポート | 春山沙織 79分    |

| 東雁来公園サッカー場（札幌市東区） |

結果、愛媛FCレディースがチャレンジリーグに昇格、ノルディーア北海道が地域リーグに降格。なお北海道はなでしこリーグ準加盟会員の資格があったが、規定により準加盟資格を失った。